# Cryphia contristans
Cryphia contristans är en fjärilsart som beskrevs av Lederer 1857. Cryphia contristans ingår i släktet Cryphia och familjen nattflyn. Inga underarter finns listade i Catalogue of Life.